# Liranyi Alonso
Liranyi Alonso Tejada (* 28. Dezember 2005) ist eine dominikanische Leichtathletin, die sich auf den Sprint spezialisiert hat.

## Sportliche Laufbahn
Erste internationale Erfahrungen sammelte Liranyi Alonso im Jahr 2021, als sie bei den U20-Weltmeisterschaften in Nairobi mit 11,73 s im Halbfinale im 100-Meter-Lauf ausschied. Anschließend belegte sie bei den erstmals ausgetragenen Panamerikanischen Juniorenspielen in Cali in 11,62 s den vierten Platz über 100 Meter und wurde im 200-Meter-Lauf in der Vorrunde disqualifiziert. Zudem belegte sie mit der dominikanischen 4-mal-100-Meter-Staffel in 44,86 s den vierten Platz und wurde mit der 4-mal-400-Meter-Staffel disqualifiziert. Zudem gewann sie in der Mixed-Staffel in 3:28,28 min die Bronzemedaille hinter den Teams aus Brasilien und Kolumbien. Im Jahr darauf schied sie bei den U20-Weltmeisterschaften ebendort mit 11,61 s und 23,59 s jeweils im Halbfinale über 100 und 200 Meter aus. 2023 belegte sie bei den Zentralamerika- und Karibikspielen in San Salvador in 11,58 s den siebten Platz über 100 Meter und gewann mit der 4-mal-100-Meter-Staffel in 43,45 s die Bronzemedaille hinter den Teams aus Kuba und Trinidad und Tobago. Anschließend belegte sie bei den Panamerikanischen Spielen in Santiago de Chile in 11,63 s den fünften Platz über 100 Meter und gewann mit der Staffel in 44,32 s gemeinsam mit Marileidy Paulino, Martha Méndez und Anabel Medina die Bronzemedaille hinter den Teams aus Kuba und Chile.
2023 wurde Alonso dominikanische Meisterin im 100-Meter-Lauf.

## Persönliche Bestzeiten
- 100 Meter: 11,37 s (+1,0 m/s), 21. Oktober 2023 in Cali
- 200 Meter: 23,59 s (+0,4 m/s), 4. August 2022 in Cali